# 渡戸
渡戸（わたど）は、埼玉県富士見市の町名。現行行政地名は渡戸一丁目から三丁目。住居表示実施地区。郵便番号は354-0032。

## 地理
富士見市の西部に位置する。主に武蔵野台地の縁辺部の高台となっている。東武東上線ふじみ野駅東口からもほど近い。地内は主に住宅地となっている。ふじみ野市と隣接し、その境付近を砂川堀が流れる。

## 歴史

### 沿革
- 1973年（昭和48年）11月1日 - 住居表示の実施により[6]、大字鶴馬の一部から渡戸一丁目から三丁目が成立[5]。

## 世帯数と人口
2017年（平成29年）9月30日現在の世帯数と人口は以下の通りである。
| 丁目       | 世帯数    | 人口    |
| ---------- | --------- | ------- |
| 渡戸一丁目 | 569世帯   | 1,422人 |
| 渡戸二丁目 | 627世帯   | 1,502人 |
| 渡戸三丁目 | 1,040世帯 | 2,402人 |
| 計         | 2,236世帯 | 5,326人 |

## 小・中学校の学区
市立小・中学校に通う場合、学区（校区）は以下の通りとなる。
| 丁目       | 番地 | 小学校               | 中学校               |
| ---------- | ---- | -------------------- | -------------------- |
| 渡戸一丁目 | 全域 | 富士見市立勝瀬小学校 | 富士見市立勝瀬中学校 |
| 渡戸二丁目 | 全域 | 富士見市立勝瀬小学校 | 富士見市立勝瀬中学校 |
| 渡戸三丁目 | 全域 | 富士見市立勝瀬小学校 | 富士見市立勝瀬中学校 |

## 施設
- 縄文の丘公園
- 渡戸どんぐり公園
- 緑の散歩道 西渡戸
- 渡戸東集会所
- 渡戸観音堂
- 関口不動堂
- 鶴瀬恵み教会

## その他
- 貝塚山遺跡 - 縄文前期の貝塚。渡戸1丁目と山室2丁目に跨る。別名、渡戸貝塚または鶴瀬貝塚。